# Écrits sur bambou de Guodian
Les écrits sur bambou de Guodian (郭店) (municipalité de Jingmen, Hubei), ont été découverts en 1993 à la suite d’une effraction dans la tombe n° 1 datant de la fin des Royaumes combattants (début du IIIe siècle av. J.-C.). Ils comprennent  des textes existants comme le Daodejing,  d’autres disparus et connus par leur seul titre comme le Taiyi shengshui, d’autres encore complètement ignorés jusque-là. Les textes déjà connus avaient été attribués sous les Han occidentaux à des Écoles différentes (taoïste pour le Daodejing, confucianiste pour le Ziyi ou le Wuxing par exemple), mais la découverte de Guodian indique que la division en Écoles  philosophiques n’était pas si nette que la tradition historique le prétendait, et que les érudits de l’époque pré-impériale puisaient leurs idées à diverses sources. 
La majorité des écrits semblent se rattacher au courant confucéen. Selon Gao Zheng de l’académie chinoise des sciences sociales, ils auraient appartenu à l’École Si Meng (思孟), héritière de Zi Si, et proviendraient de l’académie Jixia, peut-être rapportés dans l'État de Chu par Qu Yuan qui fut émissaire à Qi. D’autres estiment qu’ils reflètent plutôt une pensée proche de Xunzi.
Ces textes sont un témoignage précieux de l’histoire du Daodejing et du confucianisme.
La tombe, qui jusque-là n’avait jamais semblé présenter un intérêt particulier, se trouve dans une nécropole située dans le comté de Jishan, à 9 km au nord de Ying 郢, capitale de Chu de -676 à -278. La majorité des spécialistes considèrent que l’occupant en était un précepteur du prince Heng (Mi Xiong Heng 芈熊橫), futur roi Qingxiang de Chu (楚頃襄王) (298-263).
On a identifié 18 textes, soit au total 12 072 caractères écrits sur 726 des 804 lamelles de bambou découvertes. Plusieurs dizaines de caractères ne sont pas reconnaissables. Les cordelettes liant les fiches s’étaient délitées et des entrées d’eau lors d’inondations avaient dispersé les fiches, aussi leur ordre a dû être reconstitué en partie d’après leurs caractéristiques physiques et épigraphiques. L’exactitude de la reconstitution n’est donc pas absolument certaine.
Les trois versions du Daodejing, semble-t-il transmises indépendamment, ont fait dès le début l’objet d’une attention particulière. On y retrouve en fait seulement une partie du contenu du texte actuel, dans un ordre très différent. Elles contiennent aussi des passages inconnus du texte moderne, en particulier la version C qui précède le Taiyi shengshui, texte cosmologique supposé disparu qui fait aussi l’objet d’un grand intérêt. W. Boltz et T. H. Kim envisagent que la version C et le Taiyi shengshui pourraient constituer un seul et même texte. Ils font de plus remarquer que les écrits de Guodian ne portant pas de titre, on ne peut pas strictement identifier ces trois textes au Daodejing, et qu’il serait plus correct de les nommer « textes ressemblant au Daodejing »,.

## Liste des textes
| Numéro | Titre en chinois et pinyin Le titre indiqué est celui que la tradition lui a donné - ex : Laozi ou bien il s'agit des premiers mots du texte | Titre traduit |
| ------ | --- | --- |
| 01-03  | 老子甲、乙、丙 Laozi | Laozi, versions partielles A, B & C                                                                                 |
| 04     | 太一生水 Taiyi shengshui | Le Grand Un donne naissance à l’eau                                                                                 |
| 05     | 緇衣 Zi yi | Les robes noires, chapitre du Liji                                                                                  |
| 06     | 魯穆公問子思 Lu Mugong wen Zi Si | Questions du duc Mu de Lu sur Zi Si                                                                                 |
| 07     | 窮達以時 Qiongda yishi | Détresse ou succès dépendent du moment                                                                              |
| 08     | 五行 Wuxing | Les Cinq Conduites                                                                                                  |
| 09     | 唐虞之道 Tang Yu zhi dao | La Voie de Tang et Yu                                                                                               |
| 10     | 忠信之道 Zhong xin zhi dao | La Voie de la loyauté et de la confiance                                                                            |
| 11     | 成之聞之 Chengzhi wenzhi | Les spécialistes ne s'entendent pas sur le sens de chengzhi wenzhi titre proposé : Le Sage possède la vertu du Ciel |
| 12     | 尊德義 Zun deyi | Respect de la vertu et de la bienséance                                                                             |
| 13     | 性自命出 Xing zi ming chu | Recettes pour nourrir la vie                                                                                        |
| 14     | 六德 Liu de | Les Six Vertus |
| 15-18  | 語叢一、二、三、四 Yu cong | Aphorismes 1, 2, 3 & 4                                                                                              |